# کاکو سیوکلر
کاکو سیوکلر (انگلیسی: Caco Ciocler؛ زادهٔ ۲۷ سپتامبر ۱۹۷۱) یک هنرپیشه اهل برزیل است. وی از سال ۱۹۹۶ میلادی تاکنون مشغول فعالیت بوده‌است.